# بان (لقب)

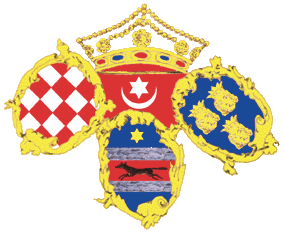
راية "بان" كرواتيا في القرن 19.

بان (بالإنجليزية: Ban)‏، لقب للنبلاء اُستُعمل في عدة دول في وسط وجنوب غرب أوربا بين القرن السابع والقرن العشرين الميلاديين .

## استعمالات اللقب
أُستُعمل اللقب لمديرو الأراضي داخل البلاد في بعض أجزاء من كرواتيا والبوسنة في أوائل القرون الوسطى.
ثم استعمل لاحقا في مملكة كرواتيا، ومملكة البوسنة، والمملكة المجرية ومستعمراتها.
واستُعمل اللقب أيضا في الأفلاق حتى القرن التاسع عشر الميلادي، وفي مملكة صربيا ومملكة يوغسلافيا بين 1929م و1941م، ولايزال اللقب يُستعمل حتى الآن في صربيا.